# 寿香亭吉信
寿香亭 吉信（じゅこうてい よしのぶ、生年不明 - 文化3年7月25日〈1806年9月7日〉）とは、江戸時代の絵師。

## 来歴
姓は泉、名は吉信。泉守一の父で通称吉兵衛。寿香亭、利天、寿亭翁と号す。絵を狩野派に学び町絵師の職人頭として諸社普請の修復、彩色御用を勤める。作品に宝暦から天明の頃にかけて描いたと見られる肉筆画が数点残るが、息子の守一とは画風を異にするといわれている。「髭の意休図」は「■（穴＋呆）旭斎吉重画」という落款のある「助六図」と対幅になっており、この「吉重」とは吉信の門人と見られる。また初代勝川春山は泉守一の門人だったといわれているが、これも春山と守一の作画期から吉信の門人であろうとの指摘がある。墓所は文京区湯島の講安寺、法名は安誉楽翁信士。

## 作品
- 「遊女禿図」　紙本着色　東京国立博物館所蔵
- 「遊女禿図」　紙本着色　東京国立博物館所蔵
- 「鼓打つ女図」　紙本着色　光記念館所蔵　※「寿香亭よし信画」の落款と朱筆の花押あり。那須ロイヤル美術館（小針コレクション）旧蔵
- 「髭の意休」・「助六図」　紙本着色対幅　※「吉重」との合作。「髭の意休図」に「寿香亭吉信画」の落款、「利天之印」の朱文方印あり。麻布美術館旧蔵